# 基華尼頓
基華尼頓（葡萄牙語：Givanilton），全名基華尼頓·馬田斯·費拉拿（葡萄牙語：Givanilton Martins Ferreira，1991年4月13日—），是一名現役巴西足球運動員，司職中場，現時效力香港超級聯賽球會東方。

## 球員生涯
基華尼頓出生於伊雷塞，年青時加入維拉諾瓦青年隊，並於2009年晉升為一隊，他在當年巴乙聯賽攻入三球，同年9月17日以外借身份短暫加盟巴甲豪門山度士。2011年外借一度至甘美奧巴魯埃里後，直至同年12月13日離開維拉諾瓦
。基華尼頓在2012年先後效力敘利亞球會艾賈徐及返回甘美奧巴魯埃里，同年6月29日加盟巴拉干天奴。在接下來的賽季，他轉會至聖貝拿度；2014年4月16日，他以外借身份加入施亞拉。
2015年6月17日，基華尼頓離開巴西加盟南韓球會FC江原。經過兩個賽季後他返回巴西，2017年先後效力里奧卡拉羅及博阿竞技；2018年1月4日，基華尼頓第二度返回南韓加盟FC光州簽訂為期一年的合同。
2019年1月，基華尼頓再次返回巴西加入戈亞內西亞，同年4月2日，他與巴丙球會十三簽約。他在2019年4月29日迎戰聖十字的巴丙開幕戰中入球。
2019年7月19日，基華尼頓加盟香港超級聯賽球會理文。9月15日，基華尼頓在對冠忠南區的港超聯中攻入首個入球，最終賽和二比二。由於港超聯因應2019冠狀病毒病疫情而受影響，賽事於2020年9月19日復賽，基華尼頓在各項比賽攻入七球，協助理文取得聯賽亞軍，歷史性首次取得亞洲賽資格。在2020年至2021年球季，基華尼頓擔任理文的攻擊重心，在2020–21年香港超級聯賽取得12球，僅次於聯賽神射手丹恩奴域的18球。其中在2021年5月23日的爭標組煞科戰，基華尼頓個人帽子戲法，幫助球隊大勝天水圍飛馬5比1，同時壓過對手獲得聯賽季軍。在2021年亞洲足協盃，基華尼頓在四場攻入四球，當中在跨區決賽對拿薩夫射入一球及後為球隊博得十二碼，最終加時賽僅負2比3。
2024年5月23日，在協助理文拿下球會史上首個超聯錦標後，基華尼頓在社交平台公佈離隊消息。
2025/26球季，基華尼頓加盟港超聯球會東方。

## 榮譽
理文
- 香港超級聯賽冠軍（2023–24季度）

## 外部鏈接
- Soccerway資料庫：基華尼頓
- 基華尼頓的Instagram帳戶